# 天主教舊金山總教區
天主教舊金山總主教區（拉丁語：Archidioecesis Sancti Francisci）是美國一個羅馬天主教教省總主教區，也是該國三十二個總主教區之一。
總主教區管轄加州舊金山、馬林縣和聖馬刁縣，並轄九個教區。2004年有教友425,210人、90個堂區、425名司鐸。
現任總主教為郭德麟，榮休輔理主教為汪中璋和威廉·J·賈斯蒂斯。汪主教為首位美國華裔主教。
總主教區於1853年7月29日成立。